# Puchar Republiki Serbskiej w piłce siatkowej mężczyzn (2023)
Puchar Republiki Serbskiej w piłce siatkowej mężczyzn 2023 – 30. edycja rozgrywek o siatkarski Puchar Republiki Serbskiej zorganizowana przez Związek Piłki Siatkowej Republiki Serbskiej.
Rozgrywki składały się z rundy kwalifikacyjnej, ćwierćfinałów, półfinałów i finału. We wszystkich rundach rywalizacja toczyła się w systemie pucharowym, a o awansie decydowało jedno spotkanie.
Finał odbył się 26 listopada 2023 roku w hali sportowej Gimnazjum "Filip Višnjić" w Bijeljinie. Po raz trzeci, jednocześnie drugi raz z rzędu, Puchar Republiki Serbskiej zdobył OK Radnik Bijeljina, który w finale pokonał OK Modriča Novoprom. Obaj finaliści zapewnili sobie udział w Pucharze Bośni i Hercegowiny. Najlepszym zawodnikiem (MVP) finału wybrany został Miloš Popović.

## System rozgrywek
Puchar Republiki Serbskiej 2023 składał się z rundy kwalifikacyjnej, ćwierćfinałów, półfinałów i finału. Nie był grany mecz o 3. miejsce. We wszystkich rundach rywalizacja toczyła się w systemie pucharowym, a o awansie decydowało jedno spotkanie. Przed każdą rundą odbywało się losowanie wyłaniające pary meczowe.

## Drużyny uczestniczące
W Pucharze Republiki Serbskiej 2023 uczestniczyło 9 drużyn z Premijer ligi oraz I ligi Republiki Serbskiej.
| Premijer liga (5 drużyn) | Premijer liga (5 drużyn) |
| ------------------------ | ------------------------ |
| OK Borac Banja Luka      | ćwierćfinał              |
| OK Gacko                 | półfinał                 |
| OK Ljubinje Bankom       | ćwierćfinał              |
| OK Modriča Novoprom      | finał                    |
| OK Radnik Bijeljina      | zwycięstwo               |

| I liga Republiki Serbskiej (4 drużyny) | I liga Republiki Serbskiej (4 drużyny) |
| -------------------------------------- | -------------------------------------- |
| OK Crvena zvijezda Obudovac            | ćwierćfinał                            |
| OK Gradiška                            | półfinał                               |
| OK Mladost Brčko                       | ćwierćfinał                            |
| OK Maglić Foča                         | runda kwalifikacyjna                   |

## Rozgrywki

### Runda kwalifikacyjna
| 29.09.2023 18:00 (UTC+2) | OK Maglić Foča | 0:3 raport | OK Gacko | Sportska dvorana Foča, Foča Sędziowie: Srđan Furtula i Nebojša Kulidžan |

### Ćwierćfinały
| 11.10.2023 18:00 (UTC+2) | OK Gradiška | 3:2 (25:18, 23:25, 25:17, 23:25, 15:10) raport | OK Borac Banja Luka | Arena Gradiška – mala sala, Gradiška Sędziowie: Srđan Cvijanović i Zoran Avramović |

| 10.10.2023 18:00 (UTC+2) | OK Mladost Brčko | 0:3 (12:25, 15:25, 15:25) raport | OK Radnik Bijeljina | JU Gimnazija "Vaso Pelagić", Brczko Sędziowie: Kristina Pantelić-Babić i Anja Vuković |

| 11.10.2023 18:00 (UTC+2) | OK Gacko | 3:1 (21:25, 25:22, 25:15, 25:20) raport | OK Ljubinje Bankom | JU KSC Gacko, Gacko Sędziowie: Nebojša Pavlović i Nebojša Kulidžan |

| 10.10.2023 20:00 (UTC+2) | OK Crvena zvijezda Obudovac | 0:3 (20:25, 20:25, 14:25) raport | OK Modriča Novoprom | JU Osnovna škola, Obudovac Sędziowie: Nikola Lovrenović i Milana Kočić |

### Półfinały
| 7.11.2023 19:00 (UTC+1) | OK Radnik Bijeljina | 3:0 (25:19, 25:19, 25:9) raport | OK Gradiška | JU Gimnazija "Filip Višnjić", Bijeljina |

| 12.11.2023 17:00 (UTC+1) | OK Modriča Novoprom | 3:0 (25:15, 25:18, 25:22) raport | OK Gacko | JU KSC, Modriča |

### Finał
| 26.11.2023 16:00 (UTC+1) | OK Radnik Bijeljina | 3:0 (25:18, 25:10, 25:8) raport | OK Modriča Novoprom | JU Gimnazija "Filip Višnjić", Bijeljina |